# 杉山卓 (アコーディオン奏者)
杉山 卓（すぎやま たく、1984年9月7日 - ）は、日本のアコーディオニスト、作曲家。

## 人物
静岡県田方郡函南町に生まれる。静岡県立韮山高等学校在学中に独学でアコーディオンをはじめる。2012年、アコーディオニストのcobaが主宰する蛇腹楽器の祭典「Bellows Lovers Night」に初出演。2013年、第7回インターナショナルVアコーディオンコンテスト日本予選にて優秀賞を受賞。以降、さまざまなコンサートや「空中キャバレー（串田和美演出）」や「恋の骨折り損（河田園子演出）」といった舞台作品に参加し、演奏活動を広げている。2017年には、クラシックの一大イベント「ラ・フォル・ジュルネ・ジャポン」にロシアのウラル・フィルハーモニー管弦楽団のエキストラとして出演するなど、その技術が評価される一方で、ローランドの電子アコーディオン「Vアコーディオン」のデモンストレーターを務めるなど、ジャンルに捉われない新しいアコーディオンの可能性を追求するプレーヤーとして注目されている。

## 作品
- EGOIST

## 出演
- Bellows Lovers Night
- 空中キャバレー
- 恋の骨折り損
- ラ・フォルジュルネ・ジャポン